# Utopia (album de No One Is Innocent)
 (janvier 2022).
La mise en forme du texte ne suit pas les recommandations de Wikipédia : il faut le « wikifier ».
Les points d'amélioration suivants sont les cas les plus fréquents. Le détail des points à revoir est peut-être précisé sur la page de discussion.
- Les titres sont pré-formatés par le logiciel. Ils ne sont ni en capitales, ni en gras.
- Le texte ne doit pas être écrit en capitales (les noms de famille non plus), ni en gras, ni en italique, ni en « petit »…
- Le gras n'est utilisé que pour surligner le titre de l'article dans l'introduction, une seule fois.
- L'italique est rarement utilisé : mots en langue étrangère, titres d'œuvres, noms de bateaux, etc.
- Les citations ne sont pas en italique mais en corps de texte normal. Elles sont entourées par des guillemets français : « et ».
- Les listes à puces sont à éviter, des paragraphes rédigés étant largement préférés. Les tableaux sont à réserver à la présentation de données structurées (résultats, etc.).
- Les appels de note de bas de page (petits chiffres en exposant, introduits par l'outil «  Source ») sont à placer entre la fin de phrase et le point final[comme ça].
- Les liens internes (vers d'autres articles de Wikipédia) sont à choisir avec parcimonie. Créez des liens vers des articles approfondissant le sujet. Les termes génériques sans rapport avec le sujet sont à éviter, ainsi que les répétitions de liens vers un même terme.
- Les liens externes sont à placer uniquement dans une section « Liens externes », à la fin de l'article. Ces liens sont à choisir avec parcimonie suivant les règles définies. Si un lien sert de source à l'article, son insertion dans le texte est à faire par les notes de bas de page.
- La présentation des références doit suivre les conventions bibliographiques. Il est recommandé d'utiliser les modèles {{Ouvrage}}, {{Chapitre}}, {{Article}}, {{Lien web}} et/ou {{Bibliographie}}. Le mode d'édition visuel peut mettre en forme automatiquement les références.
- Insérer une infobox (cadre d'informations à droite) n'est pas obligatoire pour parachever la mise en page.

Pour une aide détaillée, merci de consulter Aide:Wikification.
Si vous pensez que ces points ont été résolus, vous pouvez retirer ce bandeau et améliorer la mise en forme d'un autre article.
 (janvier 2022).
Cet article concerne l'album de No One Is Innocent. Pour l'album d'Utopia, voir Utopia.
Pour les articles homonymes, voir Utopia (homonymie).
Albums de No One Is Innocent
La peau Révolution.com
Utopia est le deuxième album du groupe français No One Is Innocent, sorti en 1997.

## Réception

### Commerciale
Il constitue encore leur plus gros succès à ce jour[réf. nécessaire].

### Critique
Ce deuxième album est très bien reçu par le public, sur la lancée du succès de La Peau tiré du premier. Le groupe se forge une réputation avant de se séparer pour quelques années.
L'album est inclus dans l'ouvrage Philippe Manœuvre présente : Rock français, de Johnny à BB Brunes, 123 albums essentiels.

## Liste des chansons
1. Black Garden - 3:04
2. Invisible - 3:33
3. Chile - 3:53
4. Nomenklatura - 3:45
5. Radio 101 - 2:57
6. Le Poison - 4:12
7. Women - 3:56
8. Amère - 4:18
9. Autobähn Babies - 4:36
10. 2 People - 3:02
11. Ce que nous savons - 2:50
12. Inside - 3:04
13. Pinecrest Solution - 4:16
14. Neuromatrix - 3:37
15. Sugoma - 1:00
16. FU - 3:58
17. No One Is Innocent - 6:32
18. Tneconni Si Eno On (succ) - 0:42

## Musiciens
- Kémar Gulbenkian : chant
- David de Four : guitare
- Jérôme Suzat-Plessy : basse et berimbau
- Spagg : samples
- Thierry Molinier : batterie

### Invités
- Maurice Dantec : apparition vocale sur Nomenklatura, Radio 101, Autobähn Babies, Ce que nous savons, et Neuromatrix. Les passages sur lesquels il apparaît sont d'ailleurs des extraits de son ouvrage Les Racines du mal, publié en 1995.
- Carfi : appeau sur Neuromatrix.
- Marion : batterie sur Neuromatrix.
- Cata : batterie sur Neuromatrix.
- Karine et Marion : chœurs sur Women.
- Serouss : chœurs sur Inside. Il est également à l'origine de l'artwork de l'album.
- Ulrich : chœurs sur Pinecrest Solution.